# آوین مسجدلو
آوین مسجدلو یکی از روستاهای استان آذربایجان شرقی است که در دهستان کندوان بخش کندوان شهرستان میانه واقع شده است.
جمعیت این روستا در زمستان حدودا 600 نفر میباشد